# Japan Football League 2025
Die Japan Football League 2025 (japanisch 第27回日本フットボールリーグ(第27回 JFL 2025)) ist die 27. Spielzeit der Japan Football League insgesamt und die zwölfte als vierthöchste Spielklasse im japanischen Fußball. Die Saison begann am 8. März 2025 und soll am 23. November 2025 beendet sein. An dem Wettbewerb nehmen 16 Vereine teil.

## Mannschaften
| Mannschaft                 | Stadt                | Stadion                                          | Kapazität | Bemerkungen                                           |
| -------------------------- | -------------------- | ------------------------------------------------ | --------- | ----------------------------------------------------- |
| Asuka FC                   | Kashihara, Nara      | Kashihara Public Garden Nara Prefectural Stadium | 5.000     | ▲                                                     |
| Atletico Suzuka Club       | Suzuka, Mie          | AGF Suzuka Athletic Stadium                      | 1.450     |                                                       |
| Briobecca Urayasu Ichikawa | Urayasu, Chiba       | Daiichi Cutter Field                             | 2.100     |                                                       |
| Criacao Shinjuku           | Shinjuku, Tokio      | Ajinomoto Field Nishigaoka                       | 7.258     | J.League-Hundertjahrplan-Verein, J3-Lizenz            |
| Honda FC                   | Hamamatsu, Shizuoka  | Honda Miyakoda Soccer Stadium                    | 2.506     |                                                       |
| Iwate Grulla Morioka       | Morioka, Iwate       | Iwagin Stadium                                   | 5.000     | ▼ J1-Lizenz                                           |
| FC Maruyasu Okazaki        | Okazaki, Aichi       | Maruyasu Okazaki Ryuhoku Stadium                 | 5.000     |                                                       |
| MinebeaMitsumi FC          | Miyazaki, Miyazaki   | Hinata Athletic Stadiumm                         | 20.000    |                                                       |
| Okinawa SV                 | Tomigusuku und Uruma | Tapic Kenso Hiyagon Stadium                      | 10.189    |                                                       |
| Reilac Shiga               | Kusatsu, Shiga       | Heiwado HATO Stadium                             | 15.000    | J.League-Hundertjahrplan-Verein (Bewerber), J3-Lizenz |
| ReinMeer Aomori FC         | Aomori, Aomori       | New Aomori Prefecture General Sports Park        | 20.809    | J3-Lizenz                                             |
| FC Tiamo Hirakata          | Hirakata, Osaka      | Tamayura Athletic Stadium                        | 2.500     |                                                       |
| Veertien Mie               | Kuwana, Mie          | La Pita Toin Stadium                             | 5.077     | J3-Lizenz                                             |
| Verspah Ōita               | Yufu, Beppu, Ōita    | Resonac Soccer/Rugby Field                       | 4.700     | J3-Lizenz                                             |
| Yokogawa Musashino FC      | Musashino, Tokio     | Musashino Municipal Athletic Stadium             | 5.188     |                                                       |
| YSCC Yokohama              | Yokohama, Kanagawa   | NHK Spring Mitsuzawa Football Stadium            | 15.454    | ▼ J2-Lizenz                                           |

## Ausländische Spieler
Stand: Saisonbeginn 2025
| Mannschaft                 | Spieler 1        | Spieler 2         | Spieler 3           | Spieler 4    | Spieler 5        | Ehemalige Spieler |
| -------------------------- | ---------------- | ----------------- | ------------------- | ------------ | ---------------- | ----------------- |
| Asuka FC                   |                  |                   |                     |              |                  |                   |
| Atletico Suzuka Club       | Diego Washington | Mohammed Lamine   |                     |              |                  |                   |
| Briobecca Urayasu Ichikawa |                  |                   |                     |              |                  |                   |
| Criacao Shinjuku           |                  |                   |                     |              |                  |                   |
| Honda FC                   |                  |                   |                     |              |                  |                   |
| Iwate Grulla Morioka       | Sillas           | Ryu Se-gun        | Kim Sung-kon        | Won Tae-rang | Cédric Toussaint |                   |
| FC Maruyasu Okazaki        |                  |                   |                     |              |                  |                   |
| MinebeaMitsumi FC          |                  |                   |                     |              |                  |                   |
| Okinawa SV                 |                  |                   |                     |              |                  |                   |
| Reilac Shiga               |                  |                   |                     |              |                  |                   |
| ReinMeer Aomori FC         | Arthur Bessa     | Luiz Fernando     | Park Yong-ji        | Han Yong-gi  |                  |                   |
| FC Tiamo Hirakata          | Kim Ji-myung     | Thanakrit Laorkai | Thitipat Ekarunpong |              |                  |                   |
| Veertien Mie               | Kim Song-sun     | Ryang Hyon-ju     |                     |              |                  |                   |
| Verspah Ōita               |                  |                   |                     |              |                  |                   |
| Yokogawa Musashino FC      | Park Kwan-gyu    | Kim Tae-uk        |                     |              |                  |                   |
| YSCC Yokohama              | Lee Yoon-sung    | Kim Yong-u        | Onye Ogochukwu      | Park Si-eon  |                  |                   |

## Tabelle
Stand: 25. März 2025
| Pl. | Verein                     | Sp. | S | U | N | Tore    | Diff. | Punkte |
| --- | -------------------------- | --- | - | - | - | ------- | ----- | ------ |
| 1.  | ReinMeer Aomori FC         | 3   | 2 | 1 | 0 | 005:000 | +5    | 07     |
| 2.  | Verspah Ōita               | 3   | 2 | 1 | 0 | 004:100 | +3    | 07     |
| 3.  | Iwate Grulla Morioka (A)   | 3   | 2 | 1 | 0 | 005:300 | +2    | 07     |
| 4.  | Veertien Mie               | 3   | 2 | 1 | 0 | 004:200 | +2    | 07     |
| 5.  | Criacao Shinjuku           | 3   | 2 | 0 | 1 | 004:100 | +3    | 06     |
| 6.  | Reilac Shiga               | 3   | 2 | 0 | 1 | 007:500 | +2    | 06     |
| 7.  | Okinawa SV                 | 3   | 2 | 0 | 1 | 003:500 | −2    | 06     |
| 8.  | Honda FC                   | 3   | 1 | 2 | 0 | 004:200 | +2    | 05     |
| 9.  | Briobecca Urayasu Ichikawa | 3   | 1 | 1 | 1 | 001:100 | ±0    | 04     |
| 10. | FC Tiamo Hirakata          | 3   | 1 | 1 | 1 | 005:600 | −1    | 04     |
| 11. | YSCC Yokohama (A)          | 3   | 1 | 1 | 1 | 001:200 | −1    | 04     |
| 12. | Atletico Suzuka Club       | 3   | 1 | 0 | 2 | 004:600 | −2    | 03     |
| 13. | MinebeaMitsumi FC          | 3   | 0 | 1 | 2 | 003:500 | −2    | 01     |
| 14. | Asuka FC (N)               | 3   | 0 | 0 | 3 | 002:500 | −3    | 0      |
| 15. | Yokogawa Musashino FC      | 3   | 0 | 0 | 3 | 001:400 | −3    | 0      |
| 16. | FC Maruyasu Okazaki        | 3   | 0 | 0 | 3 | 000:500 | −5    | 0      |

| Zum Saisonende 2025:                                                          |                                  |
| Meister der Japan Football League Play-off-Spiele Teilnahme an der Relegation |                                  |
| Zum Saisonende 2024:                                                          |                                  |
| (A)                                                                           | Absteiger aus der J3 League 2024 |
| (N)                                                                           | Aufsteiger aus der Regionalliga  |